# Джаред Зезел
Джа́ред Зе́зел (англ. Jared Zezel, нар. 3 квітня 1991, Гіббінг, США) — американський керлінгіст, учасник зимових Олімпійських ігор (2014). Багаторазовий призер чемпіонатів США з керлінгу. Ведуча рука — права.

## Життєпис
Джаред Зезел народився у місті Гіббінг, що знаходиться в штаті Міннесота. Почав займатися керлінгом у 2003 році. У 2010 та 2011 роках Зезела було включено до молодіжної «Команди усіх Зірок США», крім того він брав участь у чемпіонаті світу 2011 серед молоді. Приблизно в той же час Джаред приєднався до команди Джона Шустера, у складі якої двічі поспіль здобував «бронзу» національного чемпіонату.
У лютому 2014 року Зезел у складі команди США боровся за нагороди зимових Олімпійських ігор у Сочі, що стали для нього першими у кар'єрі. З 9 проведених на Іграх матчів американцям вдалося перемогти лише у двох, внаслідок чого вони посіли підсумкове дев'яте місце і до раунду плей-оф не потрапили.
Джаред є родичем відомого в минулому канадського хокеїста Пітера Зезела. Окрім керлінгу він захоплюється гольфом.

## Виступи на Олімпійських іграх
| Змагання                     | Місто | Місце | % кидків |
| ---------------------------- | ----- | ----- | -------- |
| Зимові Олімпійські ігри 2014 | Сочі  | 9     | 82%      |